# 庫特鄉 (阿爾巴縣)

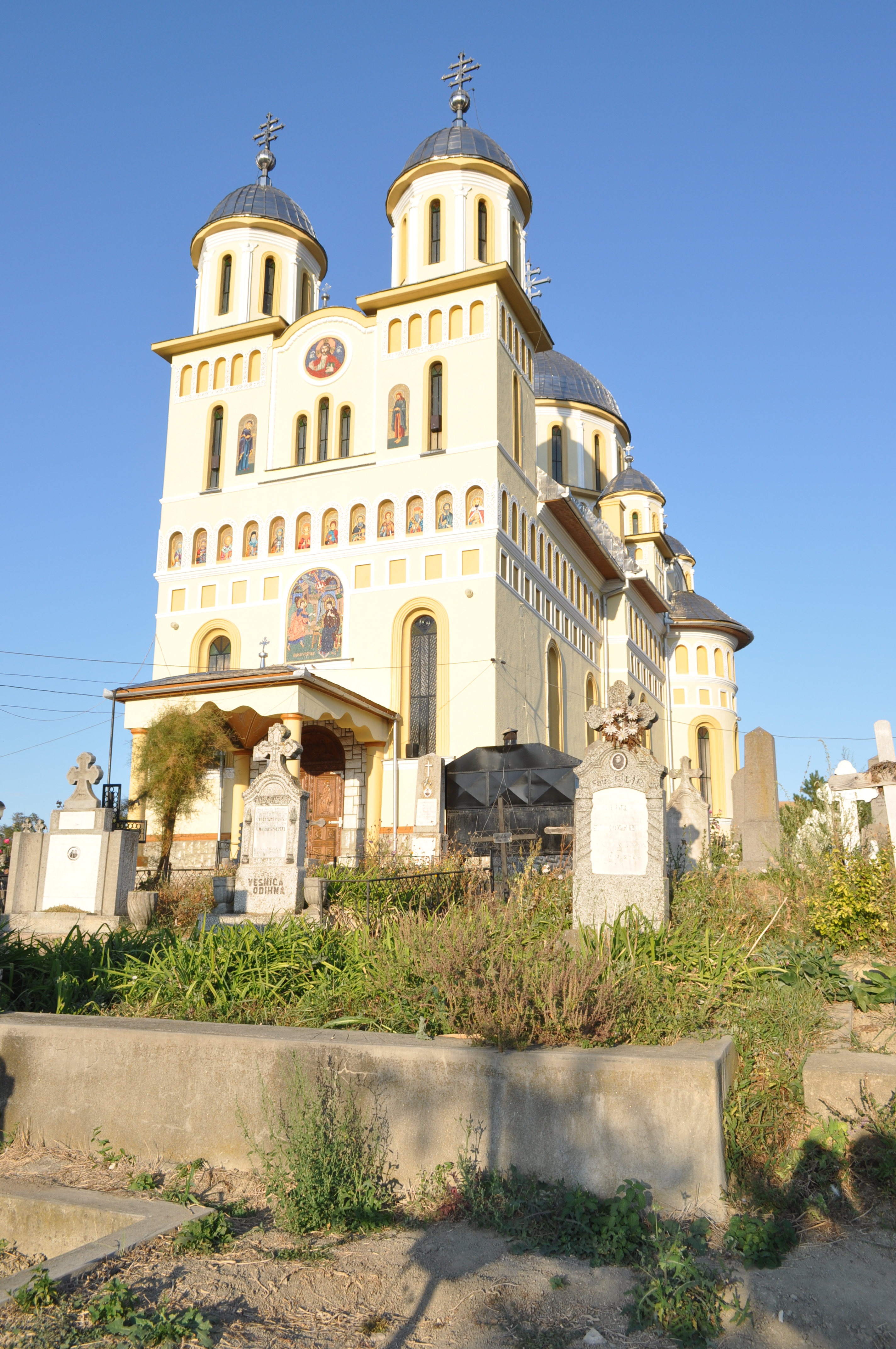
庫特鄉 (阿爾巴縣)

45°56′N 23°40′E / 45.933°N 23.667°E
庫特鄉（羅馬尼亞語：Comuna Cut, Alba），是羅馬尼亞的鄉份，位於該國中部，由阿爾巴縣負責管轄，面積31平方公里，海拔高度284米，2011年人口1,075，人口密度每平方公里41人，超過九成居民信奉東正教。